# Batalla de Clouzeaux

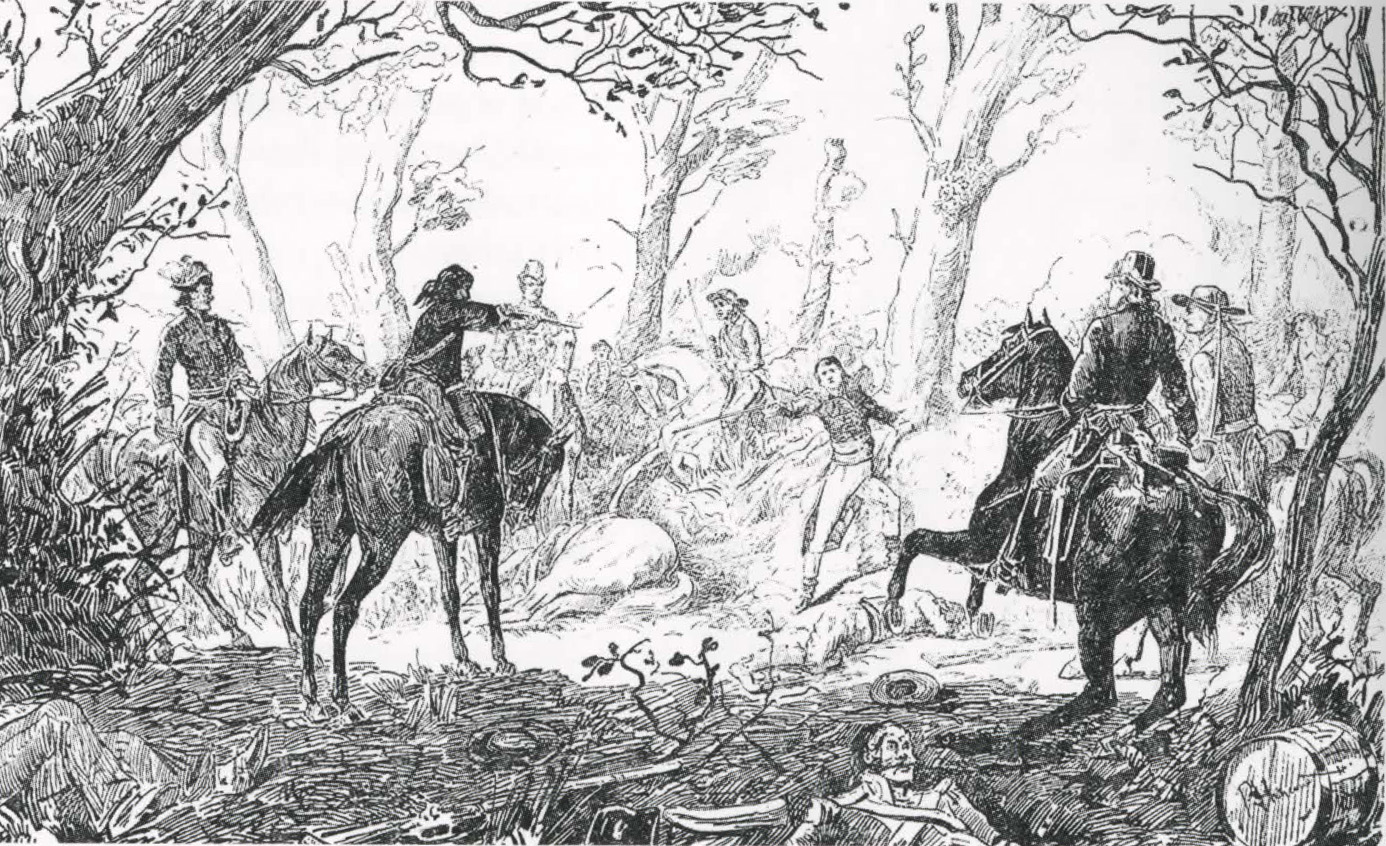
Mort del general Haxo

La batalla de Clouzeaux va tenir lloc durant la Revolta de La Vendée. Perseguits durant setmanes pels republicans, els vendeans van ser atrapats el 21 de març de 1794, però l'atac va ser rebutjat i el general Haxo va ser assassinat.

## Preludi
Després de la derrota del general Cordellier a la batalla de Vivantière, el general Nicolas Haxo va arribar a Palluau el 3 de març i va marxar a la persecució de la tropa de Charette, que va decidir rastrejar sense treva. Per fer-ho, es va beneficiar d'una companyia de guies organitzada per Kléber a la tardor, que l'informaven dels moviments dels Vendéens.
El 7 de març, Haxo es va traslladar al bosc de Gats, entre Belleville-sur-Vie i La Merlatière. Charette es va negar a lluitar i va fugir cap als boscos de La Chaise, deixant enrere una quarantena de morts. Aleshores, Haxo va perdre la pista i va buscar els voltants de Lucs-sur-Boulogne, Brouzils i Saint-Philbert-de-Bouaine durant llargues marxes i contramarxes de 12 a 15 hores al dia.
A mitjans de març, Haxo va dividir la seva columna en dos: el primer destacament es va desplaçar cap a Saint-André-Treize-Voies i Vieillevigne i va llançar part de la tropa de Charette al segon destacament, dirigit directament per Haxo, que va prendre posició a L'Herbergement. El 17 de març, a Rocheservière, Haxo es va trobar amb una tropa de 200 a 300 Vendéens i en va matar un centenar segons les estimacions republicanes.
L'endemà, Haxo va arribar a Pont-James, a Saint-Colomban on va escriure a Louis-Marie Turreau per demanar-li reforços de cavalleria, després va continuar cap a Legé. Després va reunir els seus dos destacaments a La Chapelle-Palluau i va saber que Charette era a Maché. Després es va dirigir cap a Beaulieu-sous-la-Roche per tal de preparar el seu atac, però va arribar una hora massa tard, els Vendéens s'havien retirat a Les Clouzeaux. Haxo torna llavors a Beaulieu, on escriu la seva darrera carta, després marxa a Les Clouzeaux.

## Forces participants
L'estat de les forces participants no es coneix amb precisió. El 8 de març de 1794, el general Haxo, aleshores a Palluau, escrigué al general Turreau que estava al capdavant d'una columna de 2.000 homes. Segons Émile Gabory, la tropa incloïa 300 genets.
Al costat de la Vendée, Haxo també va estimar el 8 de març que l'exèrcit de Charette era «com a màxim de mil dos-cents homes» i es veia impedit per «quatre cotxes de ferits» A les seves memòries, el líder reialista Pierre-Suzanne Lucas de La Championnière indica que l'exèrcit, encara amb 1.200 homes forts a finals de febrer, només tenia entre 700 i 800 homes en el moment del combat.

## La batalla
Repel·lit per primera vegada a La Roche-sur-Yon a principis de mes, Charette no va abandonar la presa de possessió de la ciutat. Però la seva tropa havia estat perseguida durant diverses setmanes per la columna del general Haxo, aquest últim escriu: "Charette morirà a la meva mà o cauré sota els seus cops." "I dirigint-se al Comitè de Seguretat Pública: "D'aquí a sis setmanes, tindré el cap d'aquest Brigand, o ell en tindrà el meu."
El 21 de març de 1794, Haxo, al capdavant de 300 soldats de cavalleria," va atacar Charette a Clouzeaux. Però el general vendeà va disposar les seves tropes, reforçades per les tropes de Joly, i després va comandar de 700 a 800 homes. El seu exèrcit es va dividir en quatre grups, va comandar ell mateix la dreta, Joly l'esquerra, Guérin el centre i Verger-Dubareau a la reserva.
Els dragons republicans carreguen sobre la primera avantguarda Vendée comandada per Joly. Estan a punt de fer-lo plegar quan la cavalleria vendeana els treu del flanc. Els dragons fugen immediatament i generen confusió a les files dels dos batallons d'homes a peu i aviat és la ruta general. Haxo, el cavall del qual es va negar a saltar un obstacle, es va haver de desmuntar i es va trobar sol davant els genets vendeans.
Turreau, en el seu informe al ministre de la guerra, escriu que Haxo, atropellat per dos trets, el seu cavall a terra, "li crema el cervell". En realitat, Haxo és assassinat probablement en acció. Es nega a rendir-se i, recolzant-se en un arbre, mata o lesiona tres assaltants en combat proper, després és posat en guàrdia per Arnaud, antic cap de divisió de l'exèrcit del centre. Haxo hauria aleshores exclamat: "És possible que morí de la mà d'un covard?" Vine aquí i et tallaré les orelles, però de seguida cau abatut.

## La pèrdua
Segons l'informe de Turreau, les pèrdues republicanes foren al voltant d'una vintena d'homes morts i 57 ferits. Els vendeans van evacuar ràpidament, mentre que els dos batallons de l'ala esquerra van tornar al camp de batalla, permetent a Turreau passar de la derrota de les seves tropes per aconseguir una victòria.
Charette, la casa de la qual Haxo l'havia estalviat del foc, va declarar que lamentava la mort del general republicà: "Per què no el vam portar viu; per què vau matar un home tan bo? Ho l'hauria enviat de nou als nostres enemics per donar-los un gran exemple a seguir."
El resultat de la batalla també va estar marcat per una disputa entre Charette i Joly, cadascun dels quals va reclamar el cavall vençut, que finalment va tornar a Charette. Aquesta disputa va provocar la separació dels dos exèrcits.

### Informe del general Turreau sobre la batalla de Clouzeaux
| « | En els últims vuit dies, he estat caminant en concert amb el general Haxo contra Charette. Una marxa forçosa que vaig fer el dia 19 m'havia caigut a sobre. Em va evitar per un vol molt ràpid; però les nostres columnes estaven disposades a forçar-lo a la batalla, al marge de qualsevol lloc. De fet, Charette va ser atacat per la columna que Haxo manava en persona. Els dos batallons que es van presentar per combatre, sota els ulls del general, van fugir tan aviat com havien vist l'enemic. Haxo intenta en va agafar-los, quedant exposat al foc més fort; aviat va ser colpejat per dos trets, el seu cavall va caure i el general, a punt de ser pres pels genets enemics, li va encendre el cervell. Tot i això, la victòria va ser nostra; Aviat ho hauria decidit la bona capacitat dels dos batallons que es trobaven a l'ala esquerra i que carregaven els bandolers vigorosament. La seva pèrdua devia ser considerable; El nostre va ser una vintena d'homes assassinats i cinquanta-set ferits. La pèrdua d'Haxo és ara irreparable. Haxo era el meu amic, i potser no l'he de lloar; però puc dir amb veritat que tot l'exèrcit, tots els ciutadans comparteixen els meus pesar. La mort de Haxo, la de Moulin le Jeune, la retirada del seu germà per malaltia, la ferida que va rebre el general Caffin, un dels millors oficials de l'exèrcit, la de Blamont, el meu primer camp d'assistència, adjutant general, etc., totes aquestes pèrdues van endarrerir considerablement les meves operacions i van trencar tots els meus mitjans. Una altra vergonya que pateixo és la dificultat, la mateixa impossibilitat d'assegurar la meva correspondència, estar contínuament en moviment i posar tot junt a les diferents parts de l'exèrcit sotmeses al meu comandament. L'enemic, que es troba a ratlla, ja no se centra en interceptar els meus combois i assassinar les meves ordres. La meva cavalleria està a les dents, en tinc poques i aquest és el tipus de tropa que més necessitaria. No ho acabaria, ministre ciutadà, si us expliqués de totes les contradiccions que vaig experimentar, dels obstacles que posen per tots els costats a l'execució del meu pla, de la poca subordinació de la majoria dels oficials generals, acostumats a aquest exèrcit a deliberar sobre les ordres i a actuar aïlladament. Espero que els representants de la gent propera a aquest exèrcit em facin raó acomiadant-ne alguns, però em queda molt poc. Mentre estic a la marxa, és impossible que realitzi exactament les vostres ordres i les del comitè de seguretat pública, he explicat els motius. A més, explicaré les dificultats de tota mena i, si es troba que no vaig, que no vaig ser prou ràpid, em justificaré fàcilment d'aquest retret." | » |

--Informe del general en cap Turreau, el 22 de març a Les Sables d'Olonne al ministre de la guerra, Jean-Baptiste Bouchotte--.

### La batalla de Clouzeaux en els records de Lucas de La Championnière
| « | "Des del desembre de 1793 o des de la presa de Noirmoutier gairebé sempre havíem estat perseguits, però fins ara els republicans havien buscat envoltar els llocs que ocupàvem, i mentre dirigien les seves columnes cap als barris o als municipis poble on pensaven que els hauríem d'esperar, durant la nit passàvem entre les seves diferents posicions i de vegades ens trobàvem amb aquells que pensaven que estaven menys exposats. El general Haxo va canviar de mètode, ens va seguir contínuament als nostres passos i ens va seguir sense deixar-nos un moment de descans; per aquest mitjà, ens havia reduït a l'últim estat d'esgotament, però les seves tropes, encara que millor subministrades que les nostres, finalment estaven cansades. Del nostre costat, vam morir; feia més d'una quinzena que no havíem trobat el temps per fer pa i el nostre exèrcit, que ara no passava de set a vuit-cents homes, es destruiria totalment sense la mort d'aquell que havia jurat la nostra pèrdua. La nostra cavalleria, anada cap al descobriment, va tornar amb tots els animals perseguits per la cavalleria enemiga. El senyor Charette va entrar aleshores al poble de Clouzeaux i els seus soldats ja s'allotjaven allà: vam anunciar l'enemic als seus talons: camarades, va plorar, qui m'estima em segueix, tenim la victòria. En efecte, la cavalleria enemiga, en plena recerca tan animada, estava massa desordenada per suportar el foc que es dirigia contra ells. Van prendre la volta i la infanteria, que va seguir de prop, va ser primerament aixafada pels seus cavalls i després per la nostra cavalleria que, veient l'oportunitat de venjar-se, va voler compensar el que havia perdut. En aquest trastorn, el general Haxo es va trobar impedit per una rasa que el seu cavall no podia creuar: es va desmuntar i va ser atropellat per un dels nostres que li va demanar que li lliurés els braços; va rebre, per qualsevol resposta, un cop de sabre al cap. El general envoltat successivament de cinc cavallers sempre es va negar a rendir-se fins que un soldat, al qual va agafar un dels seus caçadors, per culpa d'un petit casc que va veure al cap, aprofitant el seu error l'hauria enderrocat. Haxo, tot i que a terra, encara es va defensar i va ferir amb la pistola una de les nostres pròpies mans. Els vendeans van tenir la victòria que no havien tastat durant molt de temps. Des d'aquell dia no hem trobat un enemic tan terrible. Tot i que congratulant-nos amb la destrucció d'un tal enemic, admirem el seu valor i Jean-Baptiste Joly contemplà que havia estat un gran soldat, i va lamentar no haver pogut trobar-se davant seu per lluitar en combat cos a cos. | » |

--Memòries de Pierre-Suzanne Lucas de La Championnière--.